# Stoppata
Nella pallacanestro, la stoppata è il gesto tecnico con il quale il giocatore in difesa devia un tiro a canestro del giocatore in attacco. Nell'eseguire la stoppata, il difensore non deve toccare le mani o qualsiasi parte del corpo dell'attaccante, altrimenti viene decretato dall'arbitro un fallo.
Inoltre, per essere regolare, la stoppata deve essere eseguita mentre il pallone, scagliato verso il canestro, è nella sua fase di parabola ascendente. Nel caso che il pallone venga deviato mentre è in parabola discendente, l'arbitro fischia l'interferenza e decreta il canestro valido. 
Generalmente, sono i giocatori più alti e che giocano difensivamente più vicino al proprio canestro, come il centro e l'ala grande, ad essere i più forti stoppatori del gioco. La stoppata non è solo un gesto difensivo ma può rappresentare l'inizio della fase di ribaltamento del gioco (o contropiede) qualora il pallone venga opportunamente deviato dal difensore, che ha eseguito la stoppata, verso un compagno, pronto a condurre una nuova azione offensiva. L'importanza difensiva di uno stoppatore sta nella capacità di intimidire l'attaccante impedendone le penetrazioni verso il canestro o comunque costringendolo a tiri con parabola a più scarsa percentuale di riuscita. 
L'inventore della stoppata può essere considerato Bill Russell: fu lui, centro e capitano della Dinastia Celtics degli anni '60 (anche se le stoppate nelle statistiche NBA sono state iniziate a conteggiare dalla stagione 1973/74), a capire l'importanza dell'alterare i tiri avversari per far partire velocemente il contropiede. Celebri le immagini dove Russell stoppa gli avversari (spesso riuscendo a mantenere il possesso del pallone) e lancia il pallone subito in avanti verso il playmaker Bob Cousy per dar vita velocemente alla nuova azione offensiva. 
Le qualità atletiche principali che fanno di un giocatore un buon stoppatore sono, oltre all'altezza, una grande elevazione, senso del tempo e coordinazione psicomotoria.
La stoppata è sicuramente un gesto tecnico tra i più spettacolari della pallacanestro e, quindi, tra i più graditi dagli spettatori. 
Una stoppata molto particolare è la cosiddetta chase-down: generalmente questa azione viene fatta durante un recupero difensivo dove la palla viene impattata in aria dal difensore e "inchiodata", o comunque battuta, contro il tabellone. Uno specialista di questa stoppata, grazie alle sue incredibili capacità fisico-atletiche e di comprensione del gioco, è LeBron James. 
Alcuni stoppatori famosi al momento sono Kristaps Porzingis, Anthony Davis, Kevin Durant, Draymond Green, Joel Embiid, DeAndre Jordan, Clint Capela, Tyrique Jones e Jaren Jackson Jr.

## Record delle stoppate nella NBA
- Maggior numero di stoppate in una singola partita: Elmore Smith (17)
- Maggior numero di stoppate di media per partita in una stagione: Mark Eaton (5,56)
- Maggior numero di stoppate in carriera: Hakeem Olajuwon (3.830)
- Maggior numero di stoppate di media per partita in carriera: Mark Eaton (3,50)

## Record delle stoppate nel campionato italiano
- Maggior numero di stoppate in una singola partita:

Brandon Gilbeck (10), Stefano Rusconi, Dean Garrett, Terry Tyler, Warren Kidd (9)